# Заешка академия: Мисията яйцевъзможна
„Заешка академия: Мисията яйцевъзможна“ или „Заешка академия“ (на английски: Die Häschenschule – Der große Eierklau; на английски: Rabbit Academy: Mission Eggpossible) е немска компютърна анимация от 2022 г., продължение на „Заешко училище: Пазителите на златното яйце“ (2017). Режисьор е Уте фон Мюнхов-Пол, сценарият е на Катя Грюбел и Дагмар Ребиндер, продуцент е Дирк Бейнхолд. Филмът е базиран на детската книга Die Haeschenschule от 1924 г., написана от Алберт Сикстус и илюстрирана от Фриц Кох-Гота. Гала премиерата на филма се състои в Хамбург на 13 март 2022 г. и излиза по кината в Германия и Австрия на 17 март 2022 г.

## Актьорски състав
- Ноа Леви – Макс, градски заек, който се обучава за Великденски заек
- Елиз Айкърман – Еми, приятелка на Макс
- Фридрик фон Тун – Господин Фриц
- Сента Бъргър – Мадам Хърмаяни

## В България
В България филмът излиза по кината на 19 април 2024 г. от Floria Films и е разпространен от „Александра Филмс“.